# Variratina minuta
Variratina minuta – gatunek pająka z rodziny skakunowatych i podrodziny Salticinae, jedyny z monotypowego rodzaju Variratina. Występuje endemicznie na Nowej Gwinei.

## Taksonomia
Rodzaj i gatunek opisane zostały po raz pierwszy w 2012 roku przez Zhang Junxia i Wayne’a Maddisona. Opisu dokonano na podstawie pojedynczej parki odłowionej w 2008 roku. Jako lokalizację typową wskazano Park Narodowy Varirata w Prowincji Centralnej Papui-Nowej Gwinei. Nazwa rodzajowa pochodzi od lokalizacji typowej, natomiast epitet gatunkowy oznacza po łacinie „drobna”.
Rodzaj ten początkowo umieszczono w podrodzinie Euophoryinae. Po rewizji systematyki skakunowatych z 2015 roku takson ten ma status plemienia w kladzie Simonida w obrębie podrodziny Salticinae. W obrębie plemienia Euophoryini Variratina tworzy klad z rodzajami Bulolia, Coccorchestes i Leptathamas, a przypuszczalnie także z Athamas, na co wskazują wyniki morfologiczno-molekularnej analizy filogenetycznej, którą przeprowadzili w 2015 roku Zhang Junxia i Wayne Maddison.

## Morfologia
Jedyny zmierzony samiec ma karapaks długości 0,9 mm i opistosomę (odwłok) długości 0,8 mm. U jedynej zmierzonej samicy karapaks ma 1 mm długości, a opistosoma 1,4 mm długości. Barwa karapaksu jest brązowa z białą przepaską podłużną przez cały środek grzbietu oraz kremowymi przepaskami podłużnymi wzdłuż krawędzi bocznych. Ośmioro oczu rozmieszczonych jest w trzech szeregach poprzecznych w sposób typowy dla rodziny; oczy pary przednio-bocznej nie leżą bardziej z tyłu niż przednio-środkowej, co odróżnia ten rodzaj od Bulolia i Leptothamas. Szczękoczułki mają po dwa zęby na krawędziach przednich i po jednym na tylnych. Odnóża są jasnożółte z szarymi znakami na końcach członów. Te pierwszej pary mają na spodach goleni po trzy pary szczecinek makroskopowych, a na spodach nadstopii po dwie pary szczecinek makroskopowych. Opistosoma jest z wierzchu brązowa, u samca z białą przepaską podłużną przez środek całej długości, u samicy z kremową przepaską podłużną, która ku tyłowi rozmywa się, a przed wierzchołkiem jest przerwana. Genitalia samicy cechują się małą spermateką, poskręcanym przewodem kopulacyjnym i dużym, szerokim okienkiem na płytce płciowej. Nogogłaszczki samca cechują się palcowatą apofizą retrolateralną goleni, kanalikiem nasiennym formującym pętlę po przednio-bocznej stronie bulbusa oraz smukłym embolusem o skrętach ułożonych w płaszczyźnie niemal prostopadłej do osi podłużnej bulbusa.

## Ekologia i występowanie
Gatunek endemiczny dla Nowej Gwinei w północnej części krainy australijskiej. Znany tylko z Parku Narodowego Varirata w Prowincji Centralnej Papui-Nowej Gwinei. Podawany z rzędnych 740 m n.p.m. Zasiedla równikowe lasy deszczowe, gdzie bytuje na pniach drzew.